# ディノ・ドルピッチ
ディノ・ドルピッチ（Dino Drpić、 1981年5月26日 - ）は、クロアチア・ザグレブ出身の元同国代表サッカー選手。ポジションはDF（右サイドバック）。

## エピソード
- カジノ遊びで作った借金に追われ、ディナモ・ザグレブのズドラブコ・マミッチ副会長らから35万ユーロを肩代わりしてもらった[1]。
- 妻は人気タレントのニヴェス・セルシウス（en:Nives Celzijus）。
- ディナモ・ザグレブ在籍時、ホームのハイデュク・スプリト戦で妻のセルシウスを侮辱する野次を飛ばされたことに腹を立て、ハイデュク・スプリトのサポーターに対して、ズボンを下ろして何度も尻を見せて挑発した[1]。

## 経歴
- 2007年10月16日 - A代表初出場（親善試合） - スロバキア代表戦

## 代表歴
- U-21クロアチア代表
- クロアチア代表